# Epiphany (album T-Paina)
Epiphany – drugi album amerykańskiego rapera T-Paina. Został wydany 5 czerwca 2007. W pierwszym tygodniu album osiągnął sprzedaż w nakładzie 171.000 kopii.

## Lista utworów
| #  | Tytuł                                     | Gościnnie                 | Czas trwania |
| -- | ----------------------------------------- | ------------------------- | ------------ |
| 1  | "Tallahassee Love (Intro)"                | Jay Lyriq                 | 2:04         |
| 2  | "Church"                                  |                           | 4:01         |
| 3  | "Tipsy"                                   |                           | 3:09         |
| 4  | "Show U How"                              |                           | 3:14         |
| 5  | "I Got It"                                |                           | 1:54         |
| 6  | "Suicide"                                 |                           | 2:58         |
| 7  | "Bartender"                               | Akon                      | 3:58         |
| 8  | "Backseat Action"                         | Shawnna                   | 3:39         |
| 9  | "Put it Down"                             | Ray Lavender              | 3:40         |
| 10 | "Time Machine"                            |                           | 2:52         |
| 11 | "Yo Stomach"                              | Tay Dizm                  | 4:18         |
| 12 | "Buy U a Drank (Shawty Snappin')"         | Yung Joc                  | 3:48         |
| 13 | "69"                                      | Jay Lyriq                 | 3:25         |
| 14 | "Reggae Night"                            |                           | 1:37         |
| 15 | "Shottas"                                 | Kardinal Offishall & Cham | 3:14         |
| 16 | "Right Hand"                              |                           | 3:13         |
| 17 | "Sounds Bad"                              |                           | 5:05         |
| 18 | "Calm The Fuck Doun" (iTunes Bonus Track) |                           | 4:03         |
| 19 | "Let that Bass Drop" (iTunes Bonus Track) |                           | 4:55         |